# Xnest
Xnest es un servidor X Window System que direcciona su salida a una ventana. En otras palabras, Xnest abre una ventana que trabaja como otra pantalla en la cual el usuario puede abrir más ventanas.

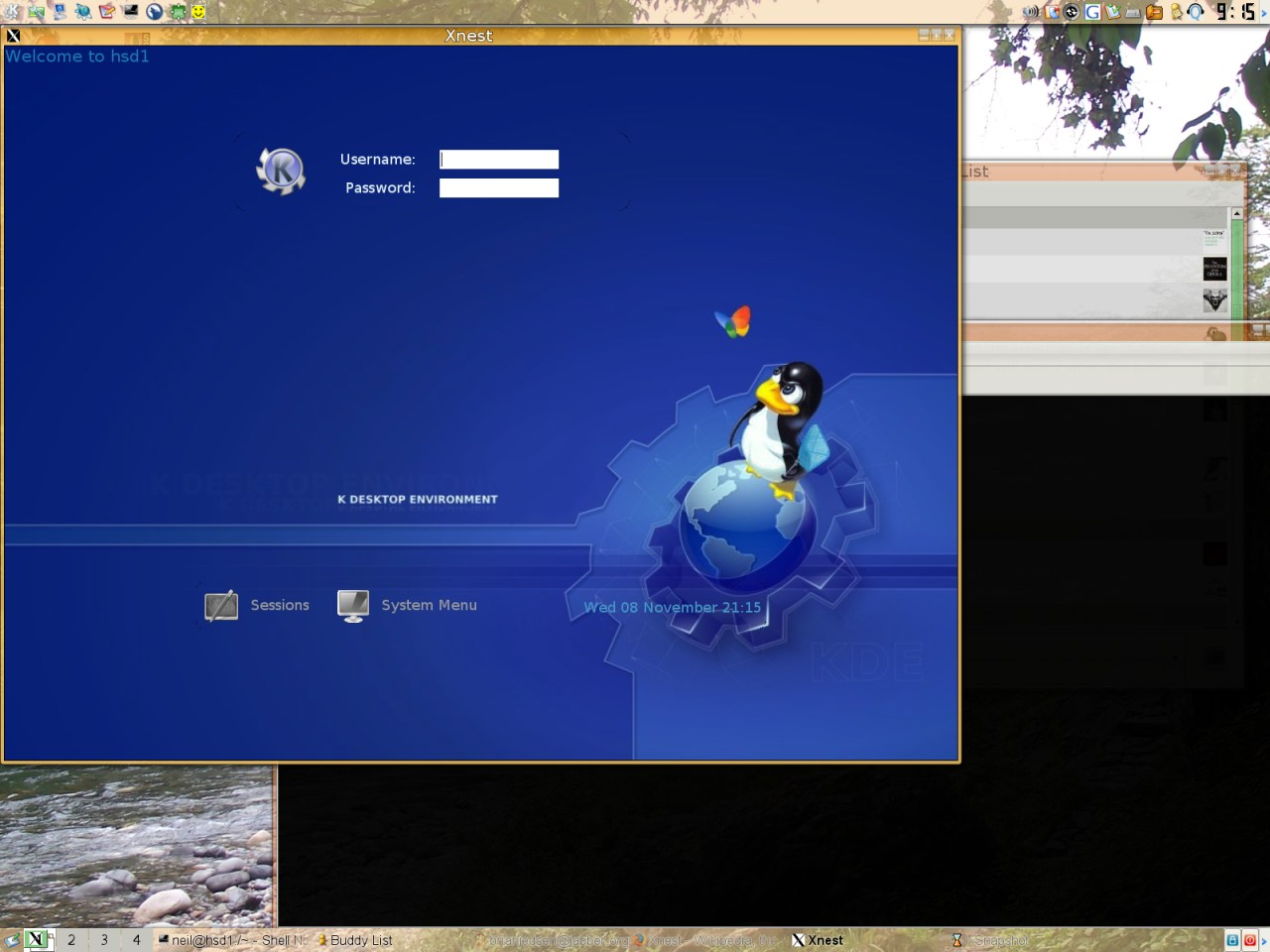
An Xnest window containing KDM within a running KDE session.

A nivel de protocolo, Xnest trabaja como un cliente del servidor X que muestra la ventana de Xnest, y como un servidor con respecto a las aplicaciones que abren ventanas dentro de Xnest.
Xnest se puede usar para crear un escritorio virtual de otro equipo, dentro de una ventana. Xnest también se usa para la depuración de servidores y para probar que las aplicaciones funcionen correctamente con distintas resoluciones. El usuario puede escoger el tamaño de la ventana Xnest, que también es el tamaño de la pantalla virtual que contiene. De esta manera se puede iniciar una ventana Xnest con el tamaño de un PDA para probar si una aplicación funciona correctamente en el tamaño de pantalla del dispositivo.

## Para abrir un escritorio remoto
Xnest se puede usar para mostrar localmente un escritorio remoto de otro equipo.
- Usando XDMCP, Xnest puede ser usado para ejecutar un escritorio virtual de otro computador dentro de una ventana. Esto puede ser llevado a cabo por ejemplo mediante el comando Xnest :10 -query other_computer_name. La máquina remota debe estar configurada para aceptar conexiones XDMCP entrantes de la máquina local (la que ejecuta el comando anterior).

- De forma alternativa, Xnest puede ser ejecutado en la máquina remota mientras se muestra su ventana localmente. Como cualquier otra aplicación X, esto puede ser llevado a cabo especificando a la aplicación remota que el display es un servidor X local (configurando la variable de entorno DISPLAY) y haciendo que el servidor X local acepte conexiones de aplicaciones remotas (usando xauth); ambas cosas se logran usando SSH, por ejemplo con ssh -X nombre_otro_computador para conectar desde una máquina local a una remota. Cuando el servidor se ejecuta remotamente (startx -- Xnest -geometry 800x600), como el display se redirige de regreso a la máquina local (con la debida configuración cliente/servidor de SSH), se mostrará la ventana del programa tal como cualquier otra aplicación lanzada remotamente.

Más aún, al comportarse Xnest como cualquier servidor X regular, aplicaciones remotas pueden ser lanzadas de manera que se conecten a un servidor Xnest local.